# Eetu Muinonen
Eetu Muinonen (Mikkeli, 5 april 1986) is een Fins voetballer, die in het seizoen 2008/2009 onder contract stond bij de Belgische club SV Zulte Waregem.

## Clubcarrière
Muinonen begon zijn carrière bij MyPa, waarvoor hij 78 keer uitkwam in de Veikkausliiga. In 2005 werd hij met MyPa kampioen van Finland. In januari 2009 maakte hij de overstap naar Zulte Waregem, samen met zijn teamgenoot Tarmo Neemelo. Maar daar brak geen van beiden door in de terugronde en hoewel ze wel de voorbereiding voor het nieuwe seizoen rondmaakten, moeten ze nu (zomer 2009) vertrekken. Neemelo gaat weer aan de slag in zijn thuisland (Estland), voor Muinonen is er concrete interesse zowel uit Finse hoek (HJK Helsinki) als van de Belgische tweedeklasser KV Oostende. In januari 2010 werd het contract van Muinonen in onderling overleg ontbonden en mocht hij op zoek naar een nieuw team. Hij vond uiteindelijk onderdak bij MP Mikkeli.

## Interlandcarrière
Muinonen werd enkele keren geselecteerd voor Jong Finland en maakte deel uit van de voorselectie voor het EK onder 21 in 2009. Hij viel echter bij de eindselectie af.

## Spelerscarrière
| seizoen | club             | land    | competitie         | wed. | goals |
| ------- | ---------------- | ------- | ------------------ | ---- | ----- |
| 2002/03 | MyPa 47          | Finland | Veikkausliiga      | 8    | 0     |
| 2003/04 | MyPa 47          | Finland | Veikkausliiga      | 11   | 0     |
| 2004/05 | MyPa 47          | Finland | Veikkausliiga      | 24   | 3     |
| 2005/06 | MyPa 47          | Finland | Veikkausliiga      | 10   | 3     |
| 2006/07 | MyPa 47          | Finland | Veikkausliiga      | 19   | 2     |
| 2007/08 | MyPa 47          | Finland | Veikkausliiga      | 24   | 3     |
| 2008/09 | SV Zulte Waregem | België  | Jupiler Pro League | 1    | 0     |
| 2009/10 | MP Mikkeli       | Finland | Ykkönen            | 0    | 0     |
|         |                  |         | Totaal             | 97   | 11    |

## Erelijst
MyPa-47
- Suomen Cup

2004